# Hungarosaurus tormai
Hungarosaurus tormai — вид птахотазових динозаврів родини Нодозаврові (Nodosauridae), який існував в Європі у пізній крейді, 85 млн років тому.

## Назва
Родова назва Hungarosaurus походить від сполучення двох слів: «Hungar» — латинська назва Угорщини, та «saurus» — «ящір». Вид tormai названо на честь угорського палентолога Андраша Торми.

## Скам'янілості
Скам'янілі рештки виду виявлені у бокситній шахті у відкладеннях формації Чебаня у горах Баконь на заході Угорщини.

## Опис
Динозавр сягав 4 м завдовжки та важив приблизно 430 кг.